# Cavnic
Cavnic é uma cidade (oraș) da Roménia com 5.494 habitantes, localizada no județ (distrito) de Maramureș.